# Tasiocera caudifera
Tasiocera caudifera là một loài ruồi trong họ Limoniidae. Chúng phân bố ở miền Australasia.